# Gorzkie Pole

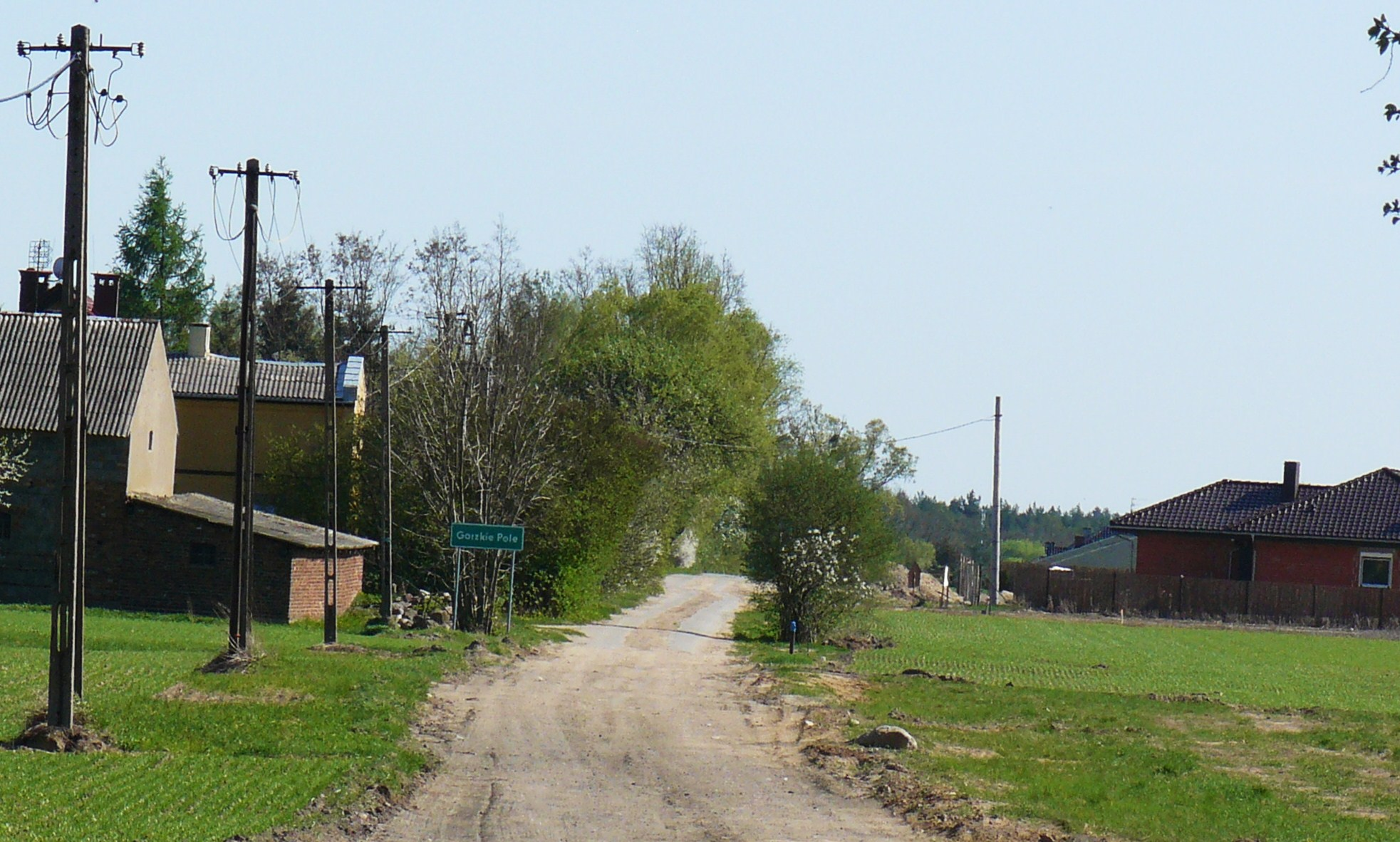

Gorzkie Pole ist ein Dorf der Gemeinde Pobiedziska im Powiat Poznański in der Woiwodschaft Großpolen im westlichen Zentral-Polen. Der Ort befindet sich etwa 5 km westlich von Pobiedziska und 20 km nordöstlich der Landeshauptstadt Poznań und gehört zum Schulzenamt Borowo-Młyn.

## Geschichte
Mit der Besetzung durch Deutschland wurde der Ort unter dem Namen Gorzkiepole am 26. Oktober 1939 in Bitterfeld umbenannt.
In den Jahren 1975 bis 1998 gehörte der Ort zur Woiwodschaft Posen.